# 第一イン新湊 クロスベイ前駅
第一イン新湊 クロスベイ前駅（だいいちインしんみなと クロスベイまええき）は、富山県射水市西新湊にある万葉線の駅。

## 歴史
1932年（昭和7年）越中鉄道の東新湊駅から庄川口駅への延伸に際して「西新湊駅」が設置された。翌1933年（昭和8年）、新伏木港駅（現：六渡寺駅）までの全通と同時に富山県立射水中学校（現：富山県立新湊高等学校）の付近に「中学校前駅」が設置された。太平洋戦争前後の動静については不明瞭であるが、1946年（昭和21年）3月31日現在の『鉄道停車場一覧』では異なる地点に「女学校前」と「中学校前」の名称が見える。その後、1949年（昭和24年）に「中学校前」が「西新湊」に改称されたようである。
1985年（昭和60年）に「新湊市役所前駅」に改称された。2005年（平成17年）に合併により新湊市役所が射水市役所新湊庁舎となったことに伴って「射水市新湊庁舎前駅」と改称された後、射水市役所の新庁舎完成による新湊庁舎の廃止に伴って「西新湊駅」に復した。射水市役所新湊庁舎跡地には2020年（令和2年）に複合交流施設「クロスベイ新湊」が開業し、2023年（令和5年）3月には隣接する射水商工会議所跡地にホテル「第一イン新湊」が移転した。これを受けて同年9月に「第一イン新湊 クロスベイ前駅」に改称された。北日本放送によれば、駅名のうち「第一イン新湊」の部分はネーミングライツによるものだという。

### 年表
- 1932年（昭和7年）11月9日：越中鉄道の西新湊駅が開設される[2]。所在地は富山県射水郡新湊町三日曽根[2]。中新湊駅からのキロ程は1.1、新富山駅からのキロ程は18.4[7]。
- 1933年（昭和8年）12月25日：西新湊駅 - 庄川口駅（同日廃止）間に中学校前駅が開設される[7][8]。所在地は富山県射水郡新湊町長徳寺[7]。西新湊駅からのキロ程は0.4、新富山駅からのキロ程は18.8[7]。
- 時期不詳：西新湊駅が女学校前駅に移転・改称（所在地：新湊町四日曽根、新富山駅からのキロ程：18.0）、中学校前駅が移転（所在地：新湊町三日曽根、新富山駅からのキロ程：18.5）[3][4]。
- 1943年（昭和18年）1月1日：越中鉄道が富山地方鉄道に合併され、射水線の駅となる。
- 1949年（昭和24年）6月20日：中学校前駅が西新湊駅に改称[5]。
- 1954年（昭和29年）3月25日：駅舎改築竣工[9]。
- 1955年（昭和30年）10月14日：中新湊駅との間に新町口駅を新設[9]。
- 1966年（昭和41年）4月5日：射水線の分断により、加越能鉄道へ譲渡され、新湊港線の駅となる。
- 1985年（昭和60年）3月：新湊市役所前駅に改称。
- 2002年（平成14年）4月1日：営業譲渡により、万葉線の駅となる。
- 2005年（平成17年）11月1日：合併により新湊市役所が射水市役所新湊庁舎となったことに伴い、射水市新湊庁舎前駅に改称。
- 2007年（平成19年）9月：路盤改良、直線化の工事が完成。行き違いをしていた時代の名残で線路が蛇行していたが、改修された。
- 2008年（平成20年）12月：高岡駅前方面、越ノ潟方面の駅舎が木造のものに改築される。
- 2016年（平成28年）10月11日：新湊庁舎の廃止に伴い、西新湊駅に再度改称[10]。
- 2023年（令和5年）9月1日：第一イン新湊 クロスベイ前駅に改称[11]。

## 駅構造
相対式ホーム2面1線。以前は2面2線で北側に駅舎があり、住み込みの駅員も配置されていたが、現在は無人駅となっている。過去には貨物列車の行き違いが設定されていたため構内は東西に長い。越ノ潟方面のホームには万葉歌の説明が載った看板が設置されている。

## 利用状況
1日の平均乗車人員は以下の通りである。
| 年度   | 1日平均人数 |
| ------ | ----------- |
| 2000年 | 539         |
| 2001年 | 518人       |
| 2002年 | 533人       |
| 2003年 | 99人        |
| 2004年 | 287人       |
| 2005年 | 581人       |
| 2006年 | 555人       |
| 2007年 | 548人       |
| 2008年 | 559人       |
| 2009年 | 283人       |
| 2010年 | 307人       |

## 駅周辺

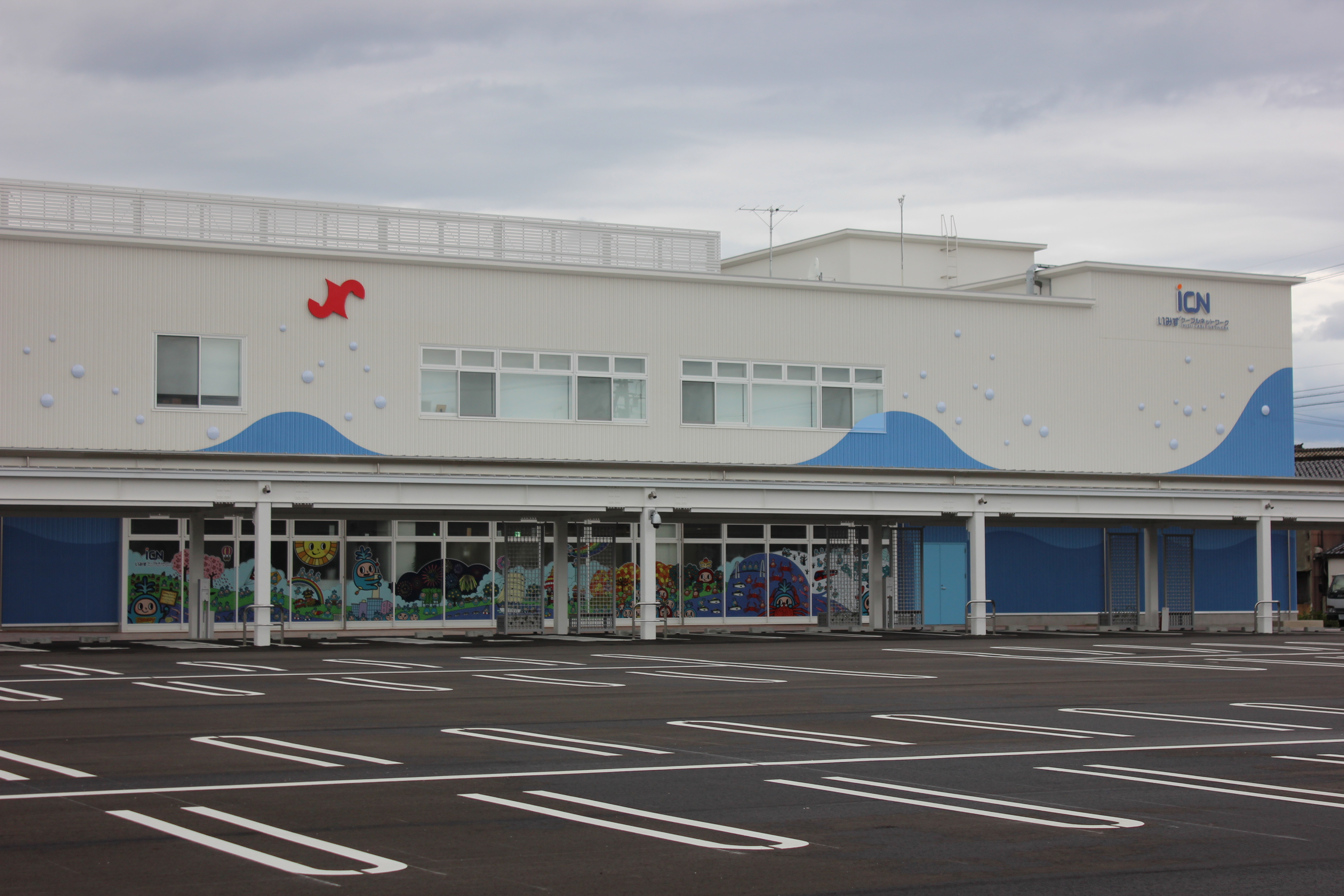
クロスベイ新湊（2020年7月）

駅周辺には射水市の官公庁が多く立地している。
- 射水市消防本部新湊消防署
  - 新湊地区センター
- クロスベイ新湊
  - 射水市観光交流センター
  - 射水商工会議所
  - 射水ケーブルネットワーク 本社
- 第一イン新湊
- 富山県立新湊高等学校
- いみず野農協会館
- 射水新湊郵便局

## 隣の駅
万葉線
■万葉線（新湊港線）
庄川口駅 - 第一イン新湊 クロスベイ前駅 - 新町口駅